# 児童中心主義
児童中心主義（じどうちゅうしんしゅぎ、英語: child-centered education）は、教育においてこどもの自発的な学びを重視する考え又はその実践。この考えに基づく教育実践を児童中心教育（児童中心主義教育）ともいう。教師や親によるこどもへの一方的な強制・詰め込みを批判して、こどもの個性、発達段階、置かれた環境などを適切に考慮することで、教育をこどもの自発性を尊重したものにすべきだという考え方である。類似の概念に、進歩主義の教育がある。

## ヨーロッパにおける児童中心主義
こうした思想の先駆けとして、以下が挙げられる。
- ルソー『エミール』

（ただし、ルソーの教育論自体を「児童中心主義」と見なすとしたら、それは誤った俗説である。ルソーは子供が「小さな大人」ではなく、大人とは著しく異なる感覚の世界に生きていることを強調して伝統的な束縛一辺倒の教育を排したが、だからといって児童中心主義に傾いたわけではない。）
- フレーベル
- エレン・ケイ『児童の世紀』

## アメリカにおける児童中心主義
- ジョン・デューイ。ただし行き過ぎた児童中心主義については間違いであるとして、以下のように批判している。デューイについてはデューイと弟子のキルパトリックの教育論を参照してほしい。 ”Now such a method [as progressive pedagogy] is really stupid. For it attempts the impossible, which is always stupid… without some guidance from experience these reactions [of the students] are almost sure to be casual, sporadic and ultimately fatiguing, accompanied by nervous strain (Dewey,1926)."

## 日本における児童中心主義
児童中心主義は、19世紀末の欧米における新教育運動の中より起こった。この考えは日本にも影響を与え、大正期には日本でも大正自由教育運動が起こった。伊藤長七による高島小学校での教育実践や、野口援太郎による池袋児童の村小学校設立が知られる。